# Александрина Прусская (1842—1906)
Фридерика Вильгельмина Луиза Елизавета Александрина Прусская (нем. Friederike Wilhelmina Luise Elisabeth Alexandrine Prinzessin von Preußen; 1 февраля 1842, Берлин, Пруссия — 26 марта 1906, замок Марли) — принцесса Прусская из династии Гогенцоллернов, в браке — герцогиня Мекленбург-Шверинская, супруга герцога Вильгельма.

## Биография

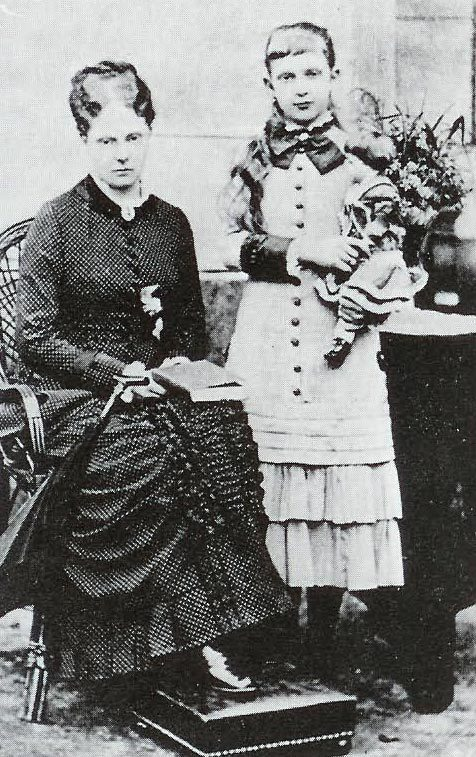
Александрина со старшей сестрой Шарлоттой

Принцесса Александрина родилась 1 февраля 1842 года в Берлине, став младшим ребёнком прусского принца Альбрехта и его супруги принцессы Марианны Нидерландской. У неё была старшая сестра Шарлотта и брат Альбрехт. Имя Александрина получила в честь своей тети великой герцогини Мекленбург-Шверинской. По отцу Александрина приходилась внучкой королю Пруссии Фридриха Вильгельма III и королеве Луизе, по матери — королю Нидерландов Виллему I и Вильгельмине Прусской. Мать Александрины, принцесса Марианна отличалась независимостью взглядов и оригинальностью поведения. Брак родителей распался 28 марта 1849 года. Альбрехт вступил во второй брак с Розалией фон Раух, с которой у него родилось двое сыновей. Принцесса Марианна также заключила повторный брак с кучером Иоганнесом ван Россумом, от которого родила сына.
Отношения с родителями были крайне тяжелыми. Из-за постоянных родительских ссор принцесса Александрина была передана на воспитание королю Фридриху Вильгельму IV и его супруге Елизавете Людовике Баварской. Не имея собственных детей, они стали приёмными родителями для Александрины, воспитав её как собственного ребёнка.
Наряду с другими шестью принцессами Александрина была выбрана королевой Викторией в качестве возможной невесты её старшему сыну принцу Уэльскому Эдуарду, но принц Уэльский женился на датской принцессе Александре. Принцесса Александрина дружила с кронпринцессой Викторией Прусской, дочерью королевы Виктории. В письме к матери Виктория отзывалась об Александрине: «Она прекрасная девушка, я восхищаюсь ею». Кронпринцесса Виктория способствовала заключению брака между Александриной и другим английским принцем, герцогом Георгом Кембриджским, но из этого также ничего не вышло.

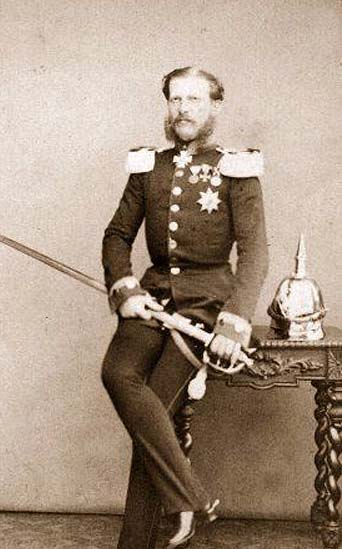
Вильгельм Мекленбург-Шверинский.

9 декабря 1865 года Александрина вышла замуж за своего двоюродного брата герцога Вильгельма Мекленбург-Шверинского, сына Пауля Фридриха Мекленбург-Шверинского и Александрины Прусской, тёти принцессы. Брак был заключен по династическим соображениям. Кронпринцесса Виктория писала матери в Великобританию: «Свадьбу отпраздновали с большой помпой, но было нечто похоронное в этом… ничего свадебного или праздничного. Единственное, что меня впечатлило, это сама невеста, она плакала всю церемонию, была трогательна, я никогда её не вида такой…».
Принц Вильгельм не отличался благопристойным поведением и прослыл развратником и пьяницей. При прусском дворе все удивлялись, как королева Елизавета Людовика могла благословить брак своей приемной дочери с Вильгельмом. Александрина получила от королевы большой приданое, деньги и драгоценности. Её дядя император Вильгельм I подарил невесте бриллиантовое колье, а мать, принцесса Марианна подарила аметистовое колье и изумрудную тиару.
После брака Александрина вместе с супругом проживали во дворце Бельвю в Берлине. Она редко бывала на родине мужа, постоянно находилась подле вдовствующей королевы вплоть до её смерти в 1873 году. Александрина пыталась несколько раз уйти от мужа, но под нажимом властной свекрови была вынуждена оставаться в семье. От брака родилась одна дочь:
- Шарлотта (1868—1944) — супруга Генриха XVIII Рейсс-Кестрицского, имела троих сыновей;

Вильгельм умер от ран, полученных во время франко-прусской войны, в 1879 году. После его смерти, Александрина посвятила всю оставшуюся жизнь воспитанию единственной дочери и иногда принимала участие в общественной жизни. Скончалась 26 марта 1906 года в замке Марли, около Потсдама.